# Ḩājjī Kand
Ḩājjī Kand (persiska: حاجّی كَندی, حاجّی کند, Ḩājjī Kandī) är en ort i Iran.   Den ligger i provinsen Västazarbaijan, i den nordvästra delen av landet, 500 km väster om huvudstaden Teheran. Ḩājjī Kand ligger 1 503 meter över havet och antalet invånare är 213.
Terrängen runt Ḩājjī Kand är kuperad.Runt Ḩājjī Kand är det ganska tätbefolkat, med 155 invånare per kvadratkilometer. Närmaste större samhälle är Ḩammāmīān, 18,6 km öster om Ḩājjī Kand. Trakten runt Ḩājjī Kand består i huvudsak av gräsmarker.